# Паран, Антуан
Антуан Пара́н (фр. Antoine Parent, 16 сентября 1666—26 сентября 1716) — французский математик, основоположник аналитической геометрии в трехмерном пространстве.
По окончании курса прав Паран отдался изучению математики, он занимался также естественными науками, преимущественно анатомией, ботаникой, химией. Избранный в 1699 г. в члены Академии наук с званием механика де Биллетт ввел вместе с собой в академию и Парана, назначив его, как отличного знатока механики, своим élève. При обширности и разнообразии своих сведений Паран мог принимать участие в прениях почти по всем специальностям академии. Порывистостью и горячностью своих возражений он приобрел много недругов: звание действительного члена академии Паран получил только в год своей смерти.
Представляемые им в академию работы подвергались такой придирчивой критике, что только сравнительно небольшая их часть допущена к напечатанию, причём все наиболее важные оказались в числе отвергнутых, поэтому с 1705 г. Паран сам стал издавать нечто в роде ученого журнала под заглавием «Essais et Recherches de mathématique et physique». Наиболее замечательной из помещенных в этом издании работ издателя была читанная в заседаниях академии 24 июля и 23 августа 1700 г.: «Des affections des superficies» (II, стр. 181—200), предметом которой было исследование шаровой поверхности и поверхностей
{\displaystyle {\frac {y}{b+x}}={\sqrt {\frac {z-x}{z}}}} и {\displaystyle y={\frac {z^{2}}{x^{2}+az}}}.
Значение этой работы для развития аналитической геометрии трудно переоценить, поскольку здесь впервые поверхности описывались уравнениями между координатами {\displaystyle x,y,z} в трех перпендикулярных друг к другу осях.
Полный каталог всех своих сочинений, появившихся в печати, Паран дал в конце своей вышедшей в 1714 г. в отдельном издании «Arithmétique théorico-pratique en sa plus grande perfection» (Париж). После него осталось множество оконченных и неоконченных рукописей по самым разнообразным предметам, начиная с ученых трактатов и кончая такими произведениями, как «Доказательства божественности Иисуса Христа» (4 части). Ни одна из этих рукописей не появилась в печати.